# Henryk Musiałowicz
Henryk Musiałowicz (ur. 5 stycznia 1914 w Gnieźnie, zm. 24 lutego 2015 w Warszawie) – polski artysta malarz.

## Życiorys
Urodził się jako czwarty i najmłodszy syn Stefana i Marianny z domu Maniackiej. W 1936 ukończył Państwową Szkołę Sztuk Zdobniczych i Przemysłu Artystycznego w Poznaniu na Wydziale Malarstwa Dekoracyjnego i Witrażownictwa. W latach 1936–1937 odbył służbę wojskową w gnieźnieńskiej Szkole Podchorążych. W latach 1937–1939 kontynuował naukę w warszawskiej ASP, gdzie studiował rysunek pod kierunkiem Felicjana Szczęsnego Kowarskiego oraz malarstwo dekoracyjne u Leonarda Pękalskiego. Podczas kampanii wrześniowej uczestniczył w bitwie nad Bzurą.
W 1946 ożenił się z Anielą Rutkowską, z którą miał córkę Jolantę (ur. 1949). W 1948 otrzymał dyplom warszawskiej Akademii Sztuk Pięknych.
W swej twórczości zajmował się malarstwem sztalugowym, ściennym, projektował witraże i uprawiał grafikę.
Prace Musiałowicza eksponowane były na ponad 100 wystawach indywidualnych oraz 250 zbiorowych w kraju i za granicą, m.in. w Genewie, Paryżu, Nowym Jorku, Kopenhadze, Londynie, Toronto, Mediolanie, Rzymie, Chicago.
Był członkiem Europejskiego Stowarzyszenia Kultury (SEC), Accademii Tiberiny w Rzymie (od 1965), Międzynarodowego Stowarzyszenia Sztuk Plastycznych (AIAP), Accademii Italiana della Arte e del Lavoro w Parmie (od 1979), Accademii Bedriacense w Calvatone (od 1985).
Od 1984 mieszkał w Puszczy Białej, w swoim wiejskim domu w Cieńszy, gdzie zbudował pracownię, w której, obok obrazów, zaczął tworzyć obiekty rzeźbiarskie i instalacje.
Zmarł 24 lutego 2015 w Warszawie, pochowany 2 marca 2015 w grobie rodzinnym na Cmentarzu w Wilanowie.

## Ordery i odznaczenia
- Krzyż Komandorski Orderu Odrodzenia Polski (1999)[6][7]
- Medal 10-lecia Polski Ludowej (15 stycznia 1955)[8]
- Złoty Medal „Zasłużony Kulturze Gloria Artis” (12 marca 2009)[9][10]
- Złota Odznaka ZPAP (1978)[6]

## Upamiętnienie
W 2002 Muzeum Narodowe w Poznaniu zorganizowało retrospektywną wystawę jego twórczości.
Otrzymał tytuł Honorowego Obywatela gminy Mielnik.

## Galeria

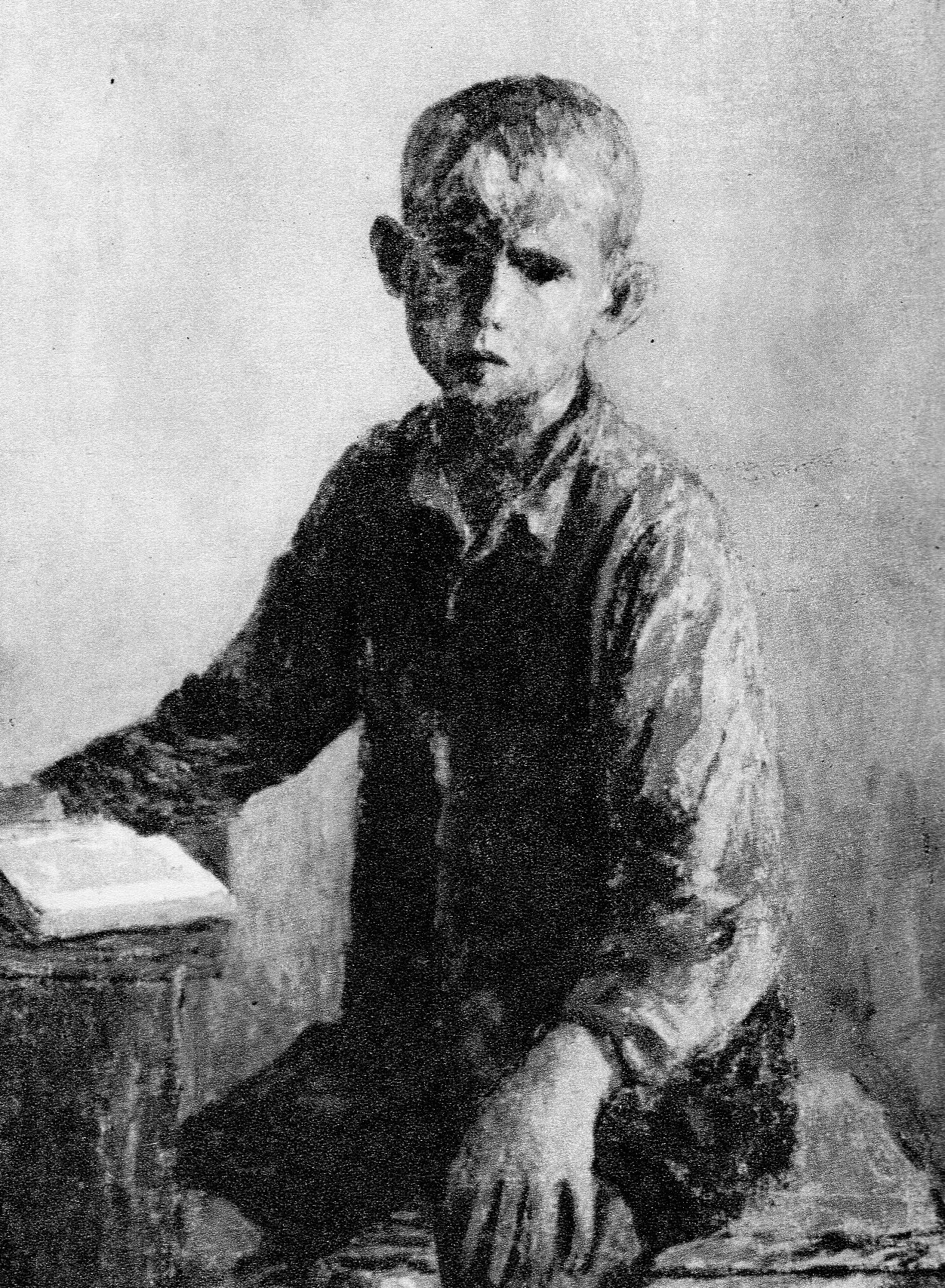
Obraz Felek z 1954
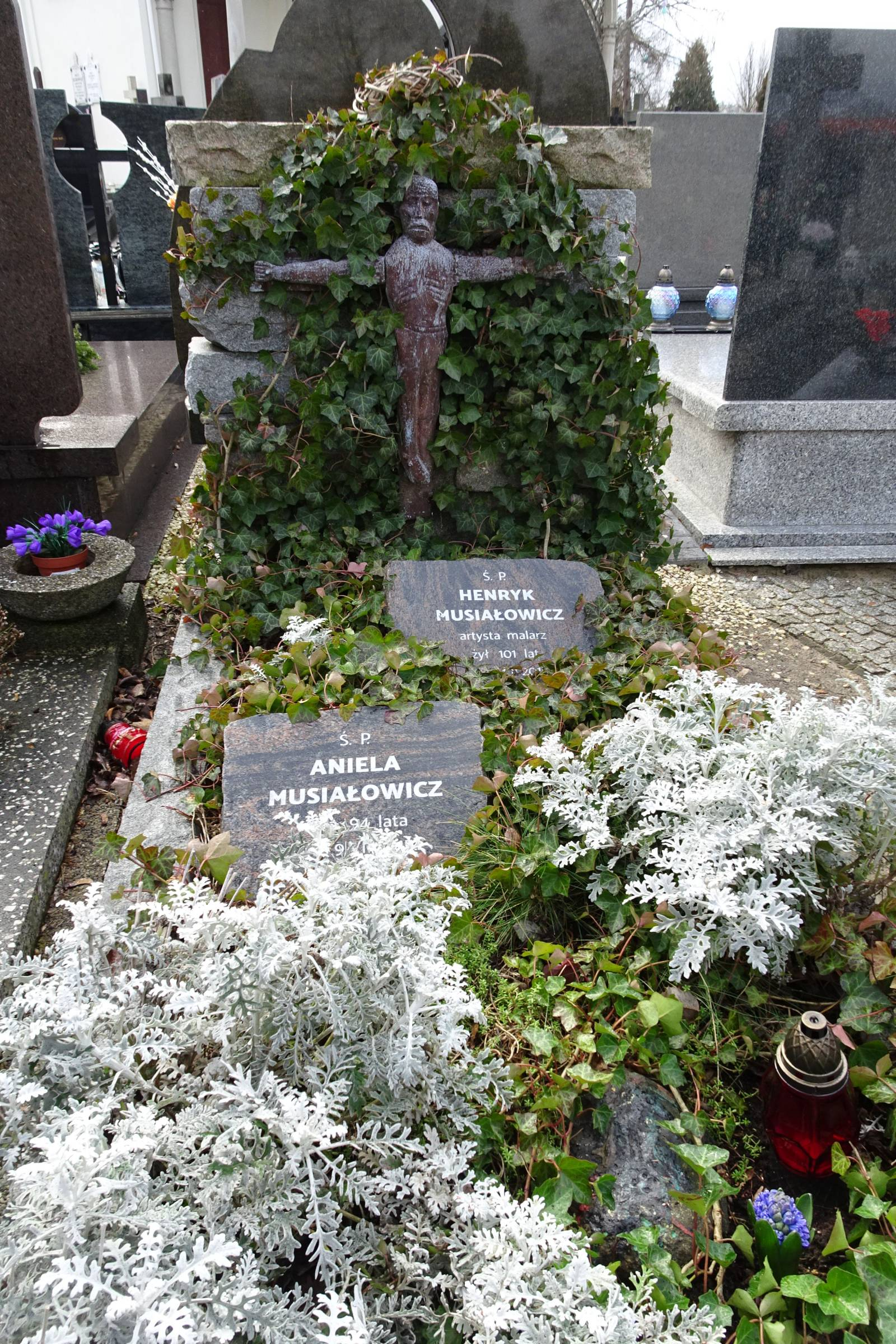
Grób na Cmentarzu w Wilanowie